# Линда (теплоход)
«Ли́нда» — серия речных скоростных пассажирских судов с воздушной каверной в днище, проекта 14200, разработанного ОКБ им. Алексеева и выпускаемых Зеленодольским судостроительным заводом им. А. М. Горького.

## Создание и эксплуатация
Теплоходы «Линда» разрабатывались в конце 1980-х годов для замены технологически устаревавших на тот момент теплоходов типа «Заря». При разработке проекта ставились задачи сохранения основных достоинств теплоходов типа «Заря» с одновременным устранением основных недостатков.
В частности в конструкции «Линды» сохранена возможность причаливания к необорудованному берегу. Посадка-высадка пассажиров производится с помощью откидной рампы, являющейся одновременно дверью пассажирского салона.
Всего было построено 14 судов. Десять из них предназначались для эксплуатации на Иртыше и Оби, где как ожидается работают и сейчас. Одна «Линда» находится на Онежском озере, одна на Москве-реке, ещё два судна были проданы в Панаму, где, как ожидается, используются для перевозок туристов между островами.

## Особенности
При одинаковой с теплоходом «Заря» номинальной пассажировместимости и мощности двигателя «Линда» развивает скорость 55 км/ч («Заря» — 45 км/ч). В то же время с увеличением загрузки скорость «Линды» падает быстрее, чем у «Зари». Сравнительная эксплуатация этих теплоходов на Оби (Нижневартовск) показала, что при предельно допустимой загрузке, что типично для районов севера, скорости «Линды» и «Зари» уравниваются на отметке порядка 40 км/ч.